# Una lucertola con la pelle di donna
Una lucertola con la pelle di donna (en España, Una lagartija con piel de mujer; en Hispanoamérica, Un reptil con piel de mujer) es una coproducción hispano-italo-francesa dirigida en 1971 por Lucio Fulci.
Fulci se esmera en su primer giallo intentando impresionar al espectador con todo tipo de trucos, incluyendo una especie de plagio/homenaje a Los pájaros de Alfred Hitchcock pero con murciélagos y una escena de pesadilla en la que muestra cuatro perros viviseccionados abiertos en canal obra del excelente autor de efectos especiales Carlo Rambaldi. La magnífica fotografía de Luigi Kuveiller y la música de Ennio Morricone hacen el resto.

## Sinopsis
Carol Hammond es hija de un importante político y la esposa de un brillante abogado, y se mueve dentro de la clase social más encumbrada. Vive en un gran apartamento en Londres con su esposo e hijastra adolescente. Tiene una vecina decadente, Julia, en cuya casa se celebran escandalosas fiestas nocturnas. Esto enfurece y atrae a un tiempo a Carol, que tiene pesadillas al respecto sobre orgías y drogas, por lo que frecuenta a un psicoanalista. 
En una ocasión sueña que pierde el abrigo en el vagón de un tren y se queda completamente desnuda delante de todos, después sueña que hace el amor con su vecina Julia y que después la apuñala y la mata. 
Todo esto se lo cuenta a su psicoanalista con todo lujo de detalles. El psiquiatra le resta importancia dándole toda clase de explicaciones profesionales que la tranquilizan, pero después se descubre que Julia ha sido asesinada, y todos los hechos coinciden con el sueño de Carol. La policía comienza a investigar y todos los indicios inculpan a Carol, incluidas sus huellas digitales en el lugar de los hechos. Carol ignora si es culpable o no, y las investigaciones toman un giro insospechado.

## Producción y rodaje
Fulci tenía pensado el título La jaula, pero la productora impuso Un lagarto con piel de mujer para aprovechar el éxito de la "trilogía animal" de Dario Argento, compuesta por El pájaro de las plumas de cristal, El gato de nueve colas y Cuatro moscas sobre terciopelo gris. Los lugares de rodaje en Inglaterra incluyeron Woburn Abbey y Alexandra Palace. Mike Kennedy, cantante del grupo Los Bravos, interpreta al chico hippie.

## La escena de los perros
La película es especialmente famosa por la escena en que Carol Hammond abre una puerta en los sótanos de una clínica de alta seguridad y se topa con unos perros con los que aparentemente se está experimentando. Los animales aparecen, aun vivos, atados en vertical, abiertos en canal y con los corazones expuestos latiendo y los pulmones respirando. La escena es tan gráfica y realista que varios miembros del equipo tuvieron que testificar ante un tribunal en Italia para refutar la acusación de que en la grabación de la escena se emplearon perros reales. Carlo Rambaldi, el especialista de efectos especiales del film, salvó a Fulci de una sentencia de dos años de prisión por crueldad animal al presentar los perros animatrónicos utilizados, ante un poder judicial poco convencido. Esta fue la primera vez en la historia del cine en que un especialista de efectos especiales tuvo que demostrar que su trabajo no era real ante un tribunal de justicia.
La escena, de hecho, fue censurada y eliminada del metraje en muchos países. El DVD lanzado en 2003 es de la versión íntegra sin cortes.